# Volcano (Hawaii)
Volcano statisztikai település az USA Hawaii államában, Hawaii megyében. Lakosainak száma 736 fő (2020. április 1.).

## Népesség
A település népességének változása:

| 2010 | 2 575 |
| 2020 | 736   |